# Droit au congé de formation
Le droit au congé de formation est un droit au congé qui est accordé, aux salariés français, depuis le 10 décembre 1985, pour des formations économiques, sociales ou syndicales. 

## Historique
Le 13 juillet 1957, la France adopte une loi instituant un congé d'éducation ouvrière pour les salariés. Avec cette loi, pour la première fois, un congé non rémunéré, est accessible, sous certaines conditions, pour les salariés. Ce droit est, en quelque sorte, l'ancêtre du droit de congé de formation économique, sociale et syndical actuel.
Avant la loi du 13 juillet 1957, aucune disposition législative ou réglementaire n'organisait l'éducation ouvrière des salariés. Pour Y. Palazzeschi, « le droit d'absence pour formation syndicale est la première inscription d'un droit d'absence pour la formation dans le droit du travail ». Pour N. Terrot, « pour la première fois ... est pris en compte le droit des travailleurs à la formation pendant le temps de travail ».
Avant la loi de 1957, les syndicats, depuis longtemps, dispensaient une éducation aux salariés, en particulier à leurs adhérents, mais en dehors du temps de travail.

## Congé de formation économique, sociale et syndicale
Chaque salarié travaillant en France peut bénéficier de 12 jours de congés par an afin de suivre une formation économique, sociale ou syndicale dispensée par un centre de formation agréé (organisation syndicale représentative ou institut spécialisé).
La rémunération du salarié est maintenue pendant ce congé.

## Source
- Le droit au congé de formation économique, sociale et syndicale. Aperçu historique et entretien avec des praticiens, Mémoire de maîtrise d'AES Développement Social, année 2002, présenté par Gérard Quenel, Université Paris-1 Panthéon-Sorbonne, Département AES Etudes Sociales.